# NGC 4249
NGC 4249 is een spiraalvormig sterrenstelsel in het sterrenbeeld Maagd. Het hemelobject werd op 26 mei 1864 ontdekt door de Duitse astronoom Albert Marth.

## Synoniemen
- MCG 1-31-39
- ZWG 41.68
- VCC 266
- NPM1G +05.0333
- PGC 39481